# Šalomounovy ostrovy (souostroví)

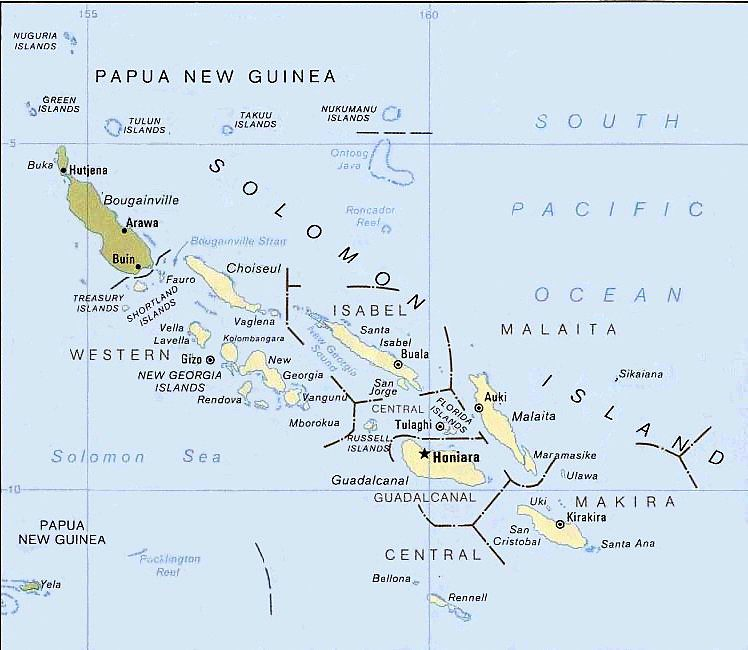
mapa Šalomounových ostrovů

Šalomounovy ostrovy (anglicky Solomon Islands), psané též jako Šalamounovy, je souostroví v jihozápadní části Tichého oceánu, severovýchodně od Austrálie v regionu Melanésie. Souostroví je v současnosti politicky rozděleno mezi dva státy – Papuu Novou Guineu a Šalomounovy ostrovy, které nesou stejné jméno jako celé souostroví.
Ostrovy jsou geologicky poměrně mladé a převažují na nich vulkanické horniny. Je zde tropické a velmi vlhké podnebí. Většina rozlohy je pokryta nížinným a horským tropickým deštným lesem. Vyskytuje se zde celá řada endemických živočichů a rostlin.

## Geografie
Souostroví má protáhlý tvar ve směru severovýchod-jihozápad. Na délku dosahuje 1 100 km, na šířku pak 600 km, celková rozloha dosahuje přibližně 40 000 km². Je tvořeno jak vulkanickými, tak korálovými ostrovy.

### Přehled největších ostrovů
| - Bougainville (9 318 km²) - Guadalcanal (5 336 km²) - Malaita (4 307 km²) - Choiseul (3 847 km²) - Makira (3 188 km²) - Santa Isabel (2 999 km²) |  | - New Georgia (2 037 km²) - Vella Lavella (652 km²) - Kolombangara (705 km²) - Vangunu (509 km²) - Buka (500 km²) |

## Historie
První lidé se na souostroví dostali pravděpodobně již okolo 30 000 let před Kristem v období paleolitu z Nové Guiney a Bismarckova souostroví. Pro Evropany objevil ostrovy v roce 1568 španělský objevitel Álvaro de Mendaña de Neira a pojmenoval je podle biblického krále Šalomouna.
Roku 1885 vyhlásilo Německé císařství protektorát nad severními Šalomounovými ostrovy (ostrovy Bougainville, Buka, Choiseul, Santa Isabel, ostrovy Shortland, Ontong Java a další menší ostrovy), o 7 let později vznikl britský protektorát Šalomounových ostrovů, který zahrnoval jižní část souostroví. Po podepsání smlouvy mezi Německem, Británií a USA v roce 1899, ve které se tyto mocnosti dohodly na rozdělení sfér vlivu a teritoriálních nárocích v Pacifiku, předali Němci v roce 1900 ostrovy ve svém držení (s výjimkou ostrovů Buka a Bougainville) do rukou Britů. Británie naopak přenechala Německu Západní Samou. Bouganiville a Buka zůstaly součástí německé kolonie Nová Guinea až do roku 1914 a vypuknutí 1. světové války, kdy je obsadila Austrálie. Během 2. světové války zde proběhlo mnoho bitev - zřejmě nejznámější byla Bitva o Guadalcanal. Na ostrovech Buka a Bougainville, které mají autonomní postavení v rámci Papuy Nové Guiney, existuje v současnosti silné hnutí za nezávislost. Samostatný stát Šalomounovy ostrovy vznikl 7. července 1978.

## Přírodní poměry

### Podnebí
Na Šalomounových ostrovech je vlhké tropické klima. V rámci tropických světových oblastí patří k těm nejvlhčím, v nepravidelných intervalech šesti až dvanácti let se ale objevuje výrazná suchá perioda.
V období od poloviny dubna do poloviny května se jihovýchodní pasáty obracejí na sever a na návětrnou stranu ostrovů přinášejí pravidelné srážky. Každý den se nad jednotlivými ostrovy vytvářejí kumuly, které následně odplouvají severozápadním směrem. Na návětrné jihovýchodní straně větších ostrovů je v tomto období jeden ze srážkových vrcholů, zatímco na závětrné severozápadní straně je srážkový stín, projevující se sníženým úhrnem srážek. V období srpna až září se počasí postupně mění. Pasáty jsou nahrazeny vlhkými masami vzduchu, putujícími od rovníku směrem k jihu a přinášejícími pro celé souostroví nejdeštivější období roku, které vrcholí v lednu nebo v únoru. V tomto období převládají nepravidelné větry vanoucí z různých směrů a srážkový stín se proto nikde neprojevuje. Od listopadu do dubna se příležitostně objevují tropické cyklóny, které mohou napáchat značné škody.

### Geologie
Ostrovy jsou geologicky poměrně mladé. Jejich formování začalo v období pliocénu podsouváním Australské tektonické desky pod Pacifickou. Jihovýchodní část je geologicky starší než severozápadní. Vlivem aktivní tektoniky zde dochází k častým zemětřesením. Ostrovy jsou tvořeny převážně vulkanickými horninami, v menší míře se zde nacházejí i metamorfované horniny, výchozy ultramafických hornin a zdvihnuté korálové atoly (ostrovy Rennell, Bellona a Ontong Java). V nížinách jsou aluviální sedimenty.
Svahy většiny ostrovů se zdvihají poměrně příkře rovnou z moře. Vodní toky jsou proto rychlé a poměrně chladné. Ve vnitrozemí ostrovů se nacházejí horské hřbety a štíty. Vlivem deštivého počasí, zemětřesení a nestabilních hornin zde dochází k častým sesuvům půdy.

### Flóra

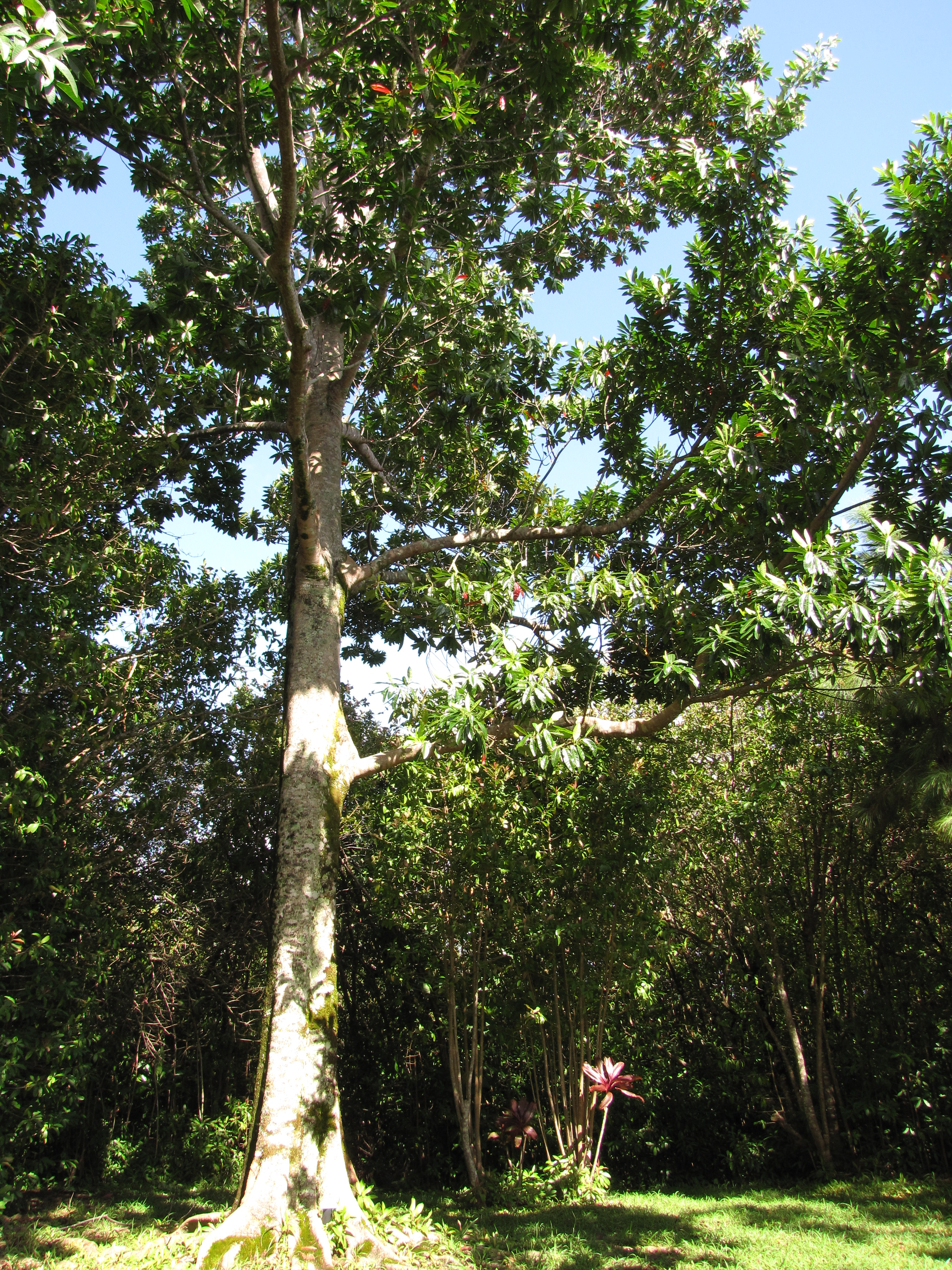
Mastnoplod Elaeocarpus angustifolius, jedna z charakteristických složek nížinných lesů na Šalomounových ostrovech

Flóra Šalomounových ostrovů má výraznou návaznost na flóru sousední Nové Guineje. Je co do počtu druhů, rodů i čeledí rostlin znatelně chudší, což je však do jisté míry kompenzováno přítomností floristických elementů charakteristických pro Oceánii. Vyskytuje se zde asi 3200 původních druhů rostlin, z toho 2763 druhů kvetoucích rostlin, 22 druhů nahosemenných a 367 druhů kapraďorostů. Rostlinný endemismus zde obecně není vysoký, avšak například 57% původních druhů palem, 50% druhů orchidejí a 75% druhů šplhavých pandánů zde rostoucích jsou endemity souostroví.
Nejrozšířenějším typem vegetace na Šalomounových ostrovech je nížinný tropický deštný les. Je v rámci celého souostroví poměrně uniformní a jeho složení se mezi ostrovy významně neodlišuje. Korunní patro se zdvihá do výšek 30 až 45 metrů a v důsledku častých disturbancí bývá dosti nevyrovnané. Je tvořeno asi 60 běžnějšími druhy stromů, z nichž 12 druhů zásadně převažuje: kalaby Calophyllum kajewskii a C. vitiense (kalabovité), Campnosperma brevipetiolatum (ledvinovníkovité), dilenie Dillenia salomonensis (dileniovité), mastnoplod Elaeocarpus angustifolius (mastnoplodovité), Endospermum medullosum (pryšcovité), gmelina Gmelina moluccana (hluchavkovité), Maranthes corymbosa a parinari Parinari papuana (zlatoplodovité), Pometia pinnata (mýdelníkovité), Schizomeria serrata (kunoniovité) a vrcholák Terminalia calamansanai (uzlencovité). Zásadním rozdílem oproti pralesům jihovýchodní Asie je nepřítomnost dřevin z čeledi dvojkřídláčovité, které jsou jinak pro asijské tropické deštné lesy typické. Nad zápoj korunního patra se zdvihají emergentní stromy druhu Terminalia calamansanai a různé fíkovníky. V některých oblastech se pravděpodobně v důsledku rozsáhlých disturbancí nacházejí porosty s dominujícím druhem Campnosperma brevipetiolatum, někdy doplněným jedním nebo několika dalšími druhy stromů. V oblastech se speciálním podložím nebo hydrologickými podmínkami bývá složení lesních porostů odlišné. Na vápencích převládá drmek Vitex cofassus (hluchavkovité) a Pometia pinnata (mýdelníkovité), na zaplavovaných půdách křídlok Pterocarpus indicus (bobovité) a vrcholák Terminalia brassi, na ultramafických horninách Gymnostoma papuanum (přesličníkovité), dilenie Dillenia crenata a různé druhy hřebíčkovců (Syzygium) a dakrydií (Dacrydium). Na kmenech a větvích pralesních stromů je hojný pokryv epifytů a lián. Z árónovitých jsou běžné zejména rody šplhavnice (Epipremnum), potos (Pothos), rafidofora (Rhaphidophora), šplhavník (Scindapsus) a toulcovka (Spathiphyllum). Běžné jsou také kapradiny rodu Stenochlaena a s přibývající nadmořskou výškou i nápadné liány rodu Freycinetia (pandánovité). Z velkých epifytů jsou nápadné sleziníky (Asplenium), a myrmekofilní mořenovité sukulenty z rodů Hydnophytum a Myrmecodia. V podrostu jsou hojné pachykaulní stromky (tedy s nevětveným kmínkem a růžicí listů na vrcholu), které zde na rozdíl od pralesů jihovýchodní Asie nebývají přerůstány jinými dřevinami spodního patra.
Severní strana ostrova Guadalcanal se nachází ve srážkovém stínu horského hřbetu Kavo, což přináší v sezóně pasátů výrazné období sucha. Nachází se zde mozaika poloopadavých lesů a savany. V savaně, která vznikla pravděpodobně přičiněním člověka při vypalování lesů, je dominantním druhem tráva Themeda triandra, běžně rozšířená v tropech celého Starého světa. Místy se objevují menší porosty trávy lalangu válcovitého (Imperata cylindrica), na vlhkých místech roste třtinovec Saccharum spontaneum nebo rákos Phragmites karka. V korunním patře poloopadavého lesa převažují druhy Pometia pinnata (mýdelníkovité), drmek Vitex cofassus (hluchavkovité) a Kleinhovia hospita (slézovité). Z opadavých druhů zde roste např. křídlok Pterocarpus indicus, ančar jedovatý (Antiaris toxicaria), fíkovníky (Ficus) a lejnice (Steculia). Ve vyšších nadmořských výškách se nacházejí horské lesy, které nejsou výrazně odlišeny od nížinných lesů a chybějí v nich stromy z čeledi bukovité, charakteristické pro horské lesy jihovýchodní Asie. Korunní patro je nižší než u nížinných lesů a dosahuje asi 15 až 20 metrů. Mimo jiné zde byla zaznamenána přítomnost dřevin z rodů hřebíčkovec (Syzygium), železnec (Metrosideros), klíman (Ardisia), psychotrie (Psychotria), šeflera (Schefflera), fíkovník (Ficus), pěnišník (Rhododendron), dakrydium (Dacrydium) a nohoplod Podocarpus pilgeri.
Při pobřežích ostrovů se nacházejí dobře vyvinuté porosty mangrovů. Jejich složení je podobné mangrovům jihovýchodní Asie, přičemž některé charakteristické druhy zde dosahují východní hranice svého rozšíření a jiné sem již nezasahují.
Tvoří je zejména Lumnitzera littorea (uzlencovité), palma nypa cukrodárná (Nypa fruticans), brugiery Bruguiera parviflora a B. hexangula a rovněž Ceriops tagal (kořenovníkovité).

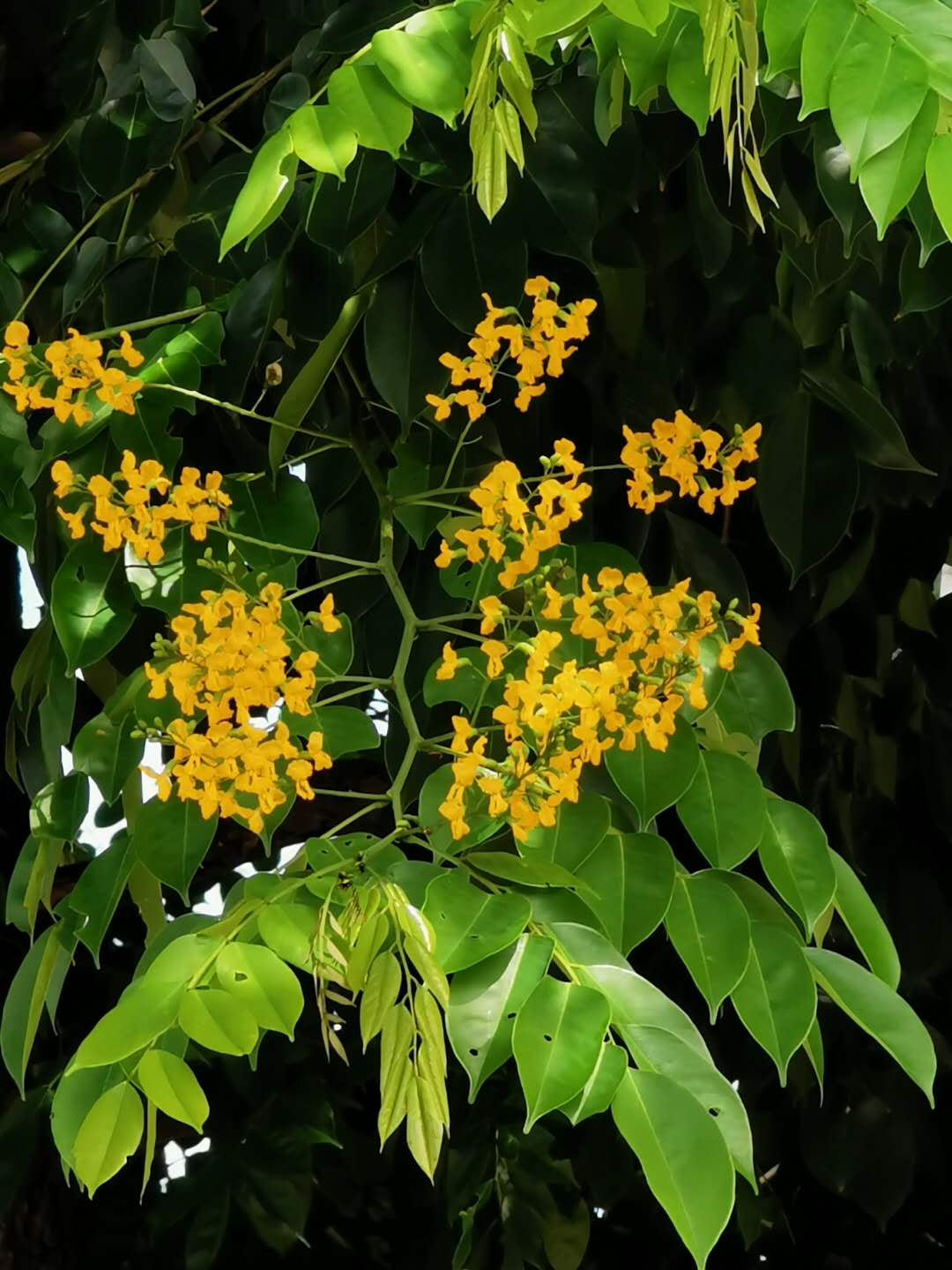
Křídlok Pterocarpus indicus, charakteristická dřevina zaplavovaných půd
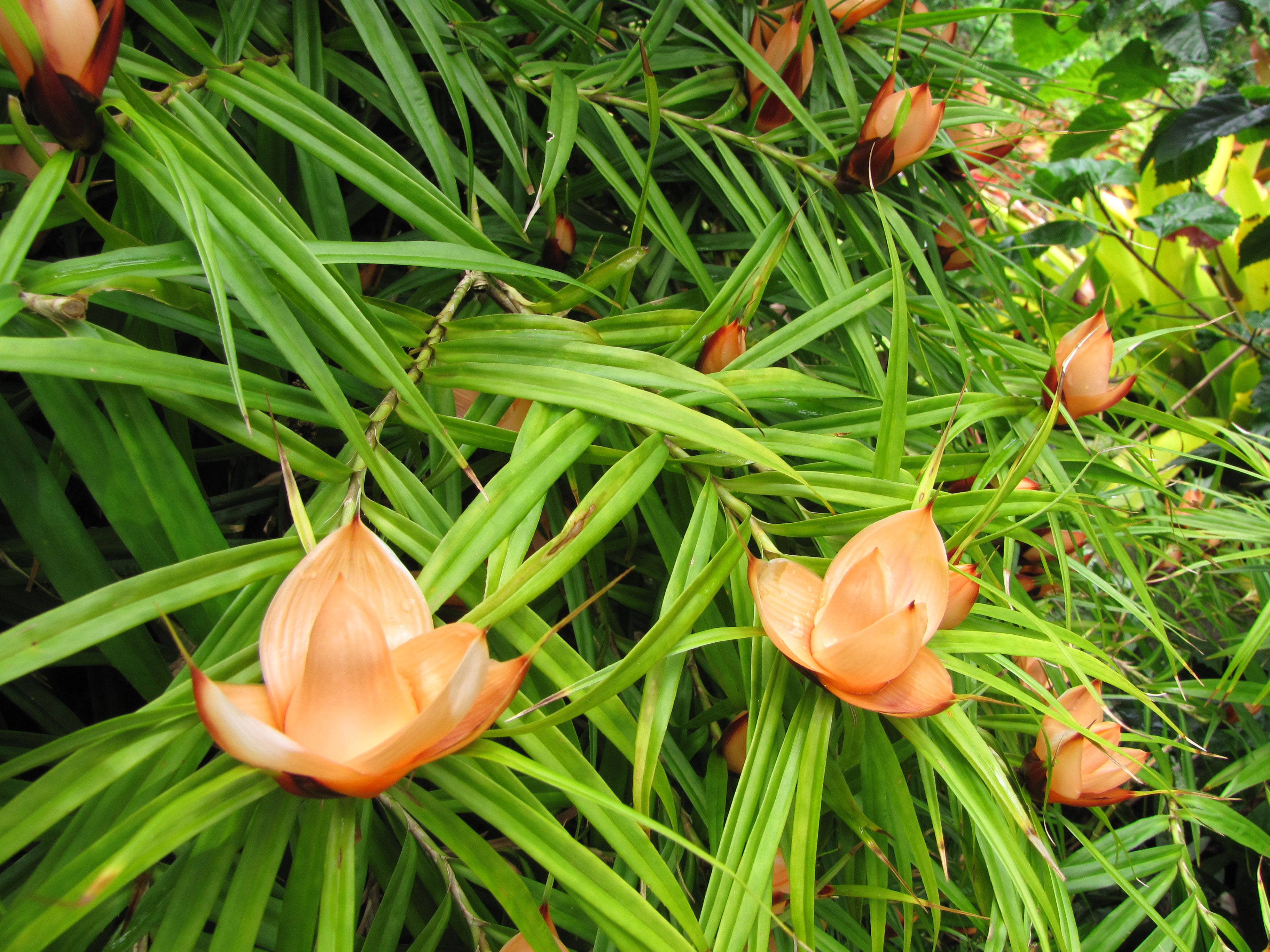
Freycinetia, rod lián běžný zejména v horských lesích
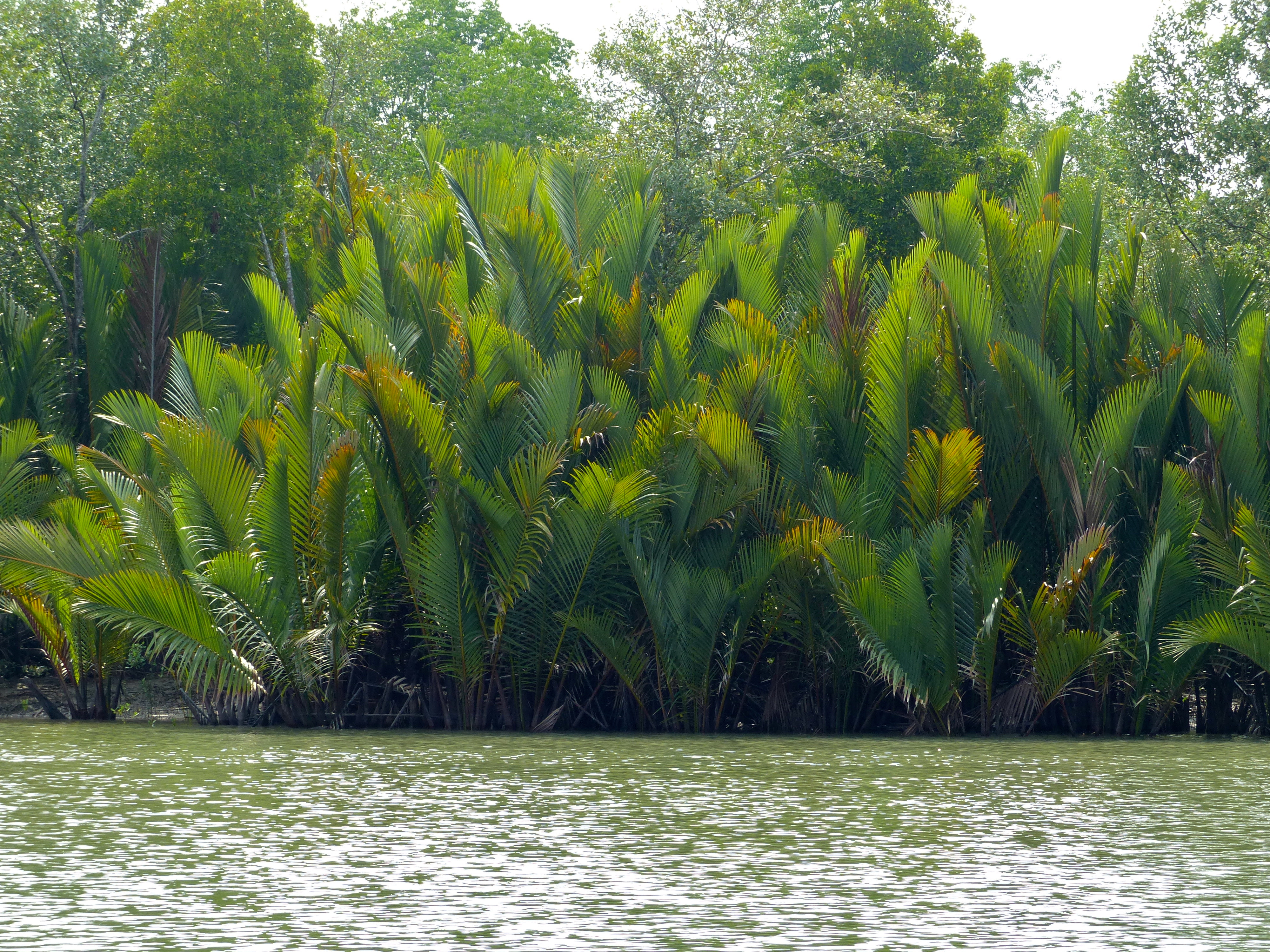
Jedna z rostlin charakteristických pro mangrovové porosty, palma Nypa fruticans
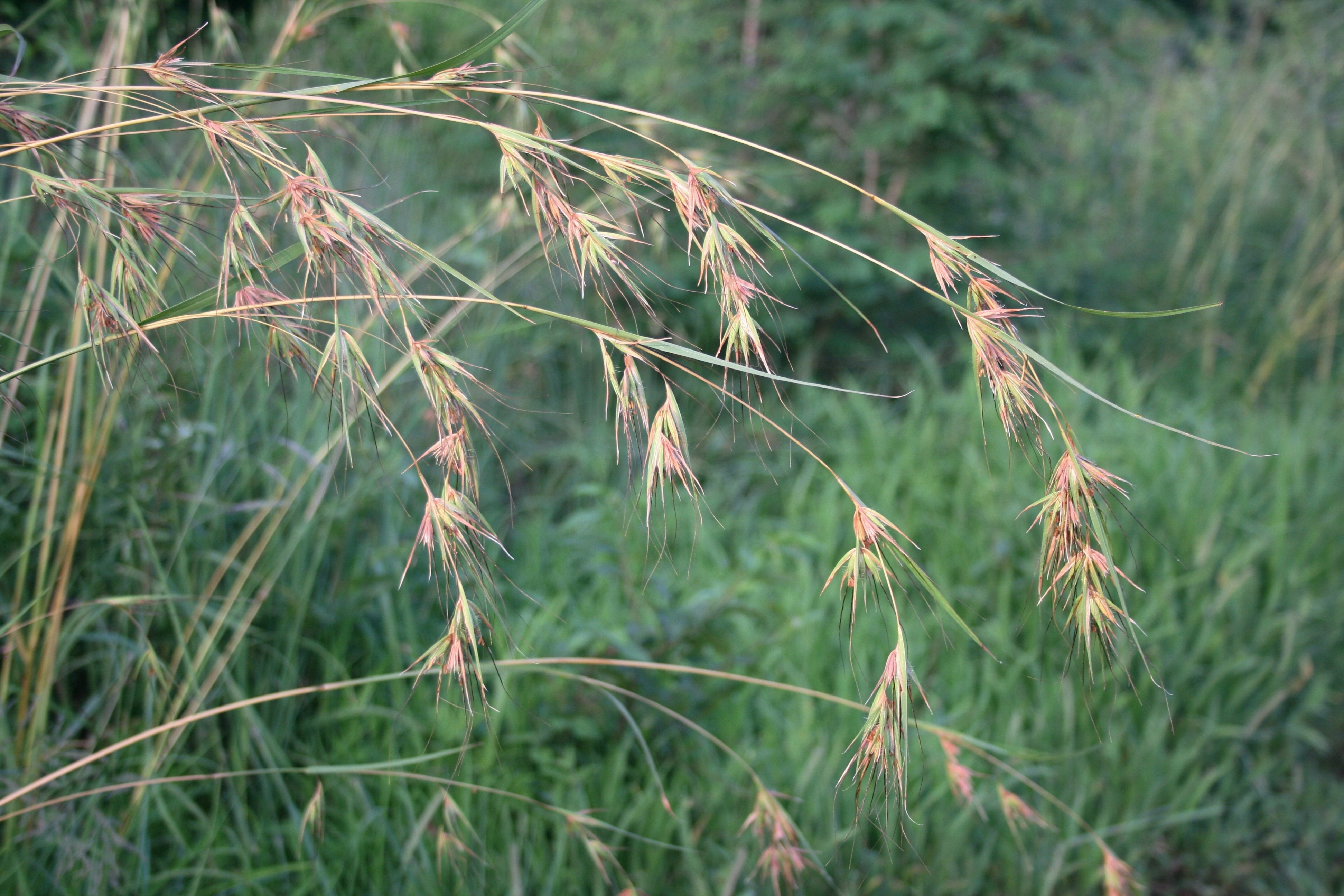
Themeda triandra, dominantní tráva v savanách na severu ostrova Guadalcanal

### Fauna
Šalomounovy ostrovy jsou jedním ze světových center ptačího endemismu. Vyskytuje se zde celkem 223 druhů ptáků, přičemž plných 82 % z tohoto množství jsou endemické druhy žijící pouze zde. Mezi endemickými druhy lze nalézt celou řadu pěvců, papoušky, dravce, ledňáčky i jiné ptáky. Žije zde nejméně 7 endemických rodů. Holub šalomounský (Microgoura meeki) byl spatřen naposledy v roce 1904 a je považován za vyhynulého. Mezi kriticky ohrožené druhy je řazena slípka šalamounská (Gallinula silvestris), holub žlutonohý (Columba pallidiceps) a holub tlustozobý (Gallicolumba salamonis).
Počty druhů savců jsou na Šalomounových ostrovech podstatně nižší než na Nové Guineji, avšak vyšší než na ostatních souostrovích Oceánie. Z celkového počtu 53 druhů savců zde žije 41 druhů netopýrů, 8 druhů hlodavců a 4 druhy vačic. Nejsou zde zastoupeni vačnatci. Endemismus dosahuje 36 % (celkem 19 druhů) a zahrnuje netopýry i hlodavce.
Plazů včetně mořských želv bylo na ostrovech dosud zjištěno asi 80 druhů, horské oblasti však dosud zůstávají v tomto směru málo prozkoumané a mohou přinést nové nálezy. Asi jedna třetina plazů jsou endemické druhy, zahrnující i největšího scinka na světě, scinka šalomounského (Corucia zebrata) a devět druhů hadů.
Žab je z ostrovů uváděno 21 druhů, z toho 2 endemické. Převažují mezi nimi druhy z čeledi Ceratobatrachidae (celkem 17 druhů), v menší míře jsou zastoupeni rosničkovití, ropuchovití a skokanovití. Vyskytují se zde také endemické sladkovodní i mořské ryby. Bezobratlí jsou dosud málo prozkoumaní. Celkový počet druhů je odhadován na více než 45000 druhů, z toho je asi 14500 vědecky popsáno. Z endemitů je zde známo 35 druhů motýlů, 25 druhů plžů a 31 druhů cikád.

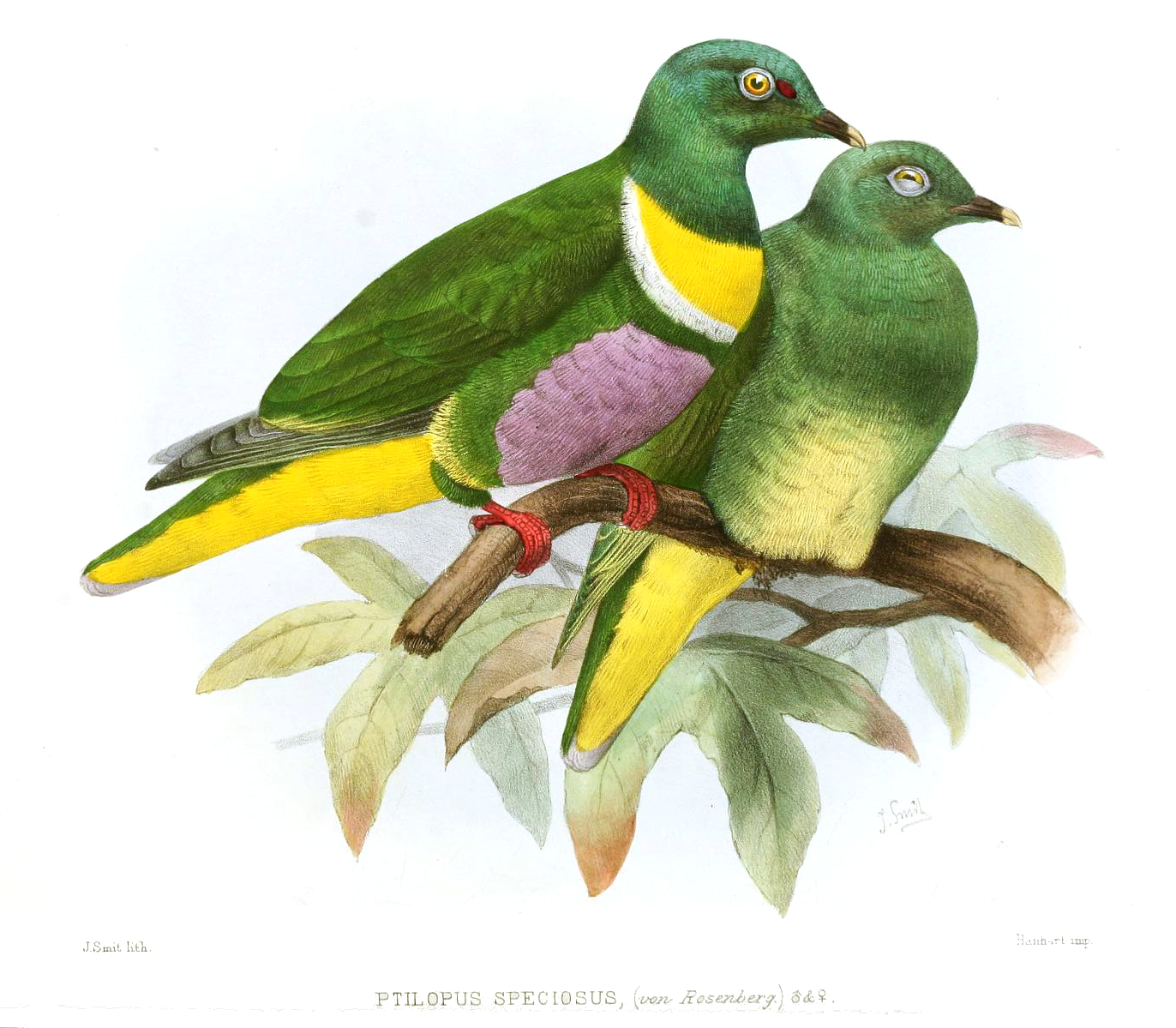
Párek holubů rousných (Ptilinopus solomonensis)
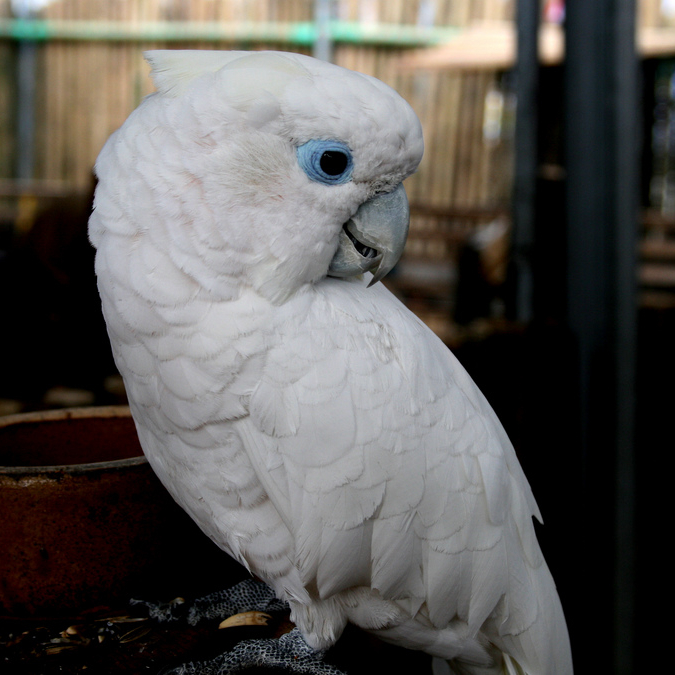
Endemický papoušek kakadu šalamounský (Cacatua ducorpsii)
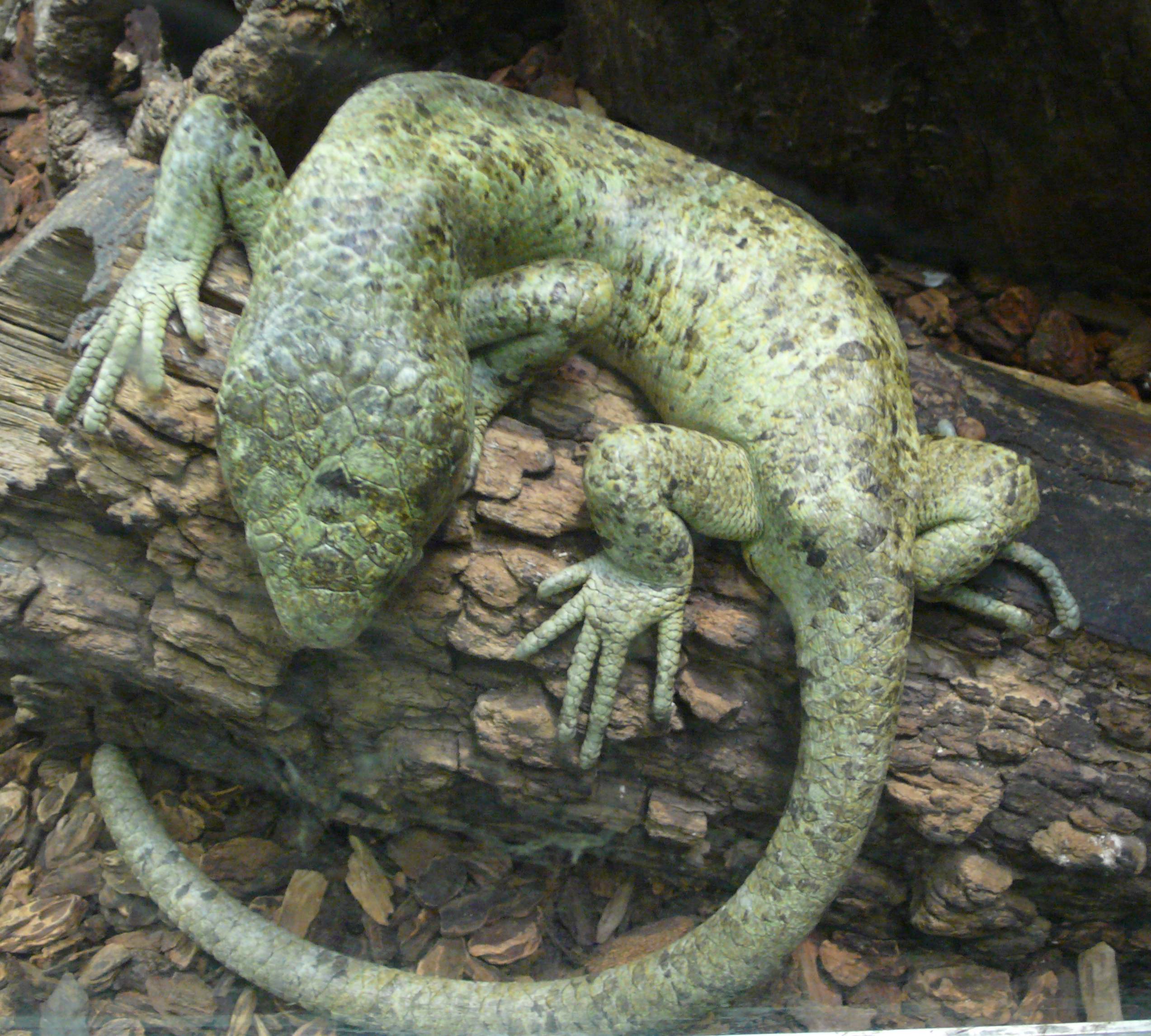
Obří endemický scink šalomounský (Corucia zebrata)

### Ochrana a ohrožení
Velké rozlohy převážně nížinného deštného lesa v nadmořských výškách do 400 metrů byly již vytěženy pro dřevo nebo je těžba plánována. Na ostrově Bougainville byl australskou společností otevřen velký měděný důl, který však byl po občanských nepokojích uzavřen. Původní druhy zvířat jsou mimo ničení přirozeného prostředí ohrožovány lovem. Na ostrově Guadalcanal vyhubily většinu původních pozemních druhů savců kočky, které zde byly člověkem vysazeny. Řada ptačích druhů je ohrožena prostě tím, že jejich přirozené areály jsou příliš malé.
Na celém souostroví je jediné chráněné území o rozloze 930 km2, které se nachází na hoře Balbi na ostrově Bougainville.